# 刘嘉树
劉嘉樹（1903年—1972年3月3日），別號智山，湖南省益陽縣人。籍貫湖南省攸縣，黃埔軍校第一期畢業，中央陆军军官学校高等教育班第三期、陸軍大學特別班第二期。

## 生平經歷
1923年冬到廣州，考入大本營軍政部陸軍講武學校學習。1924年秋併入黃埔軍校第一期第六隊學習，畢業後任黃埔軍校入伍生隊區隊附，國民革命軍第一軍排、連、營、團長。1933年任第二十二師四十六旅少將旅長，南京警備司令部參謀長。抗战爆发后，任李默庵系的第10师第30旅旅长。1938年11月授陸軍少將，任國民革命軍第五軍副軍長。1943年1月任國民革命軍第三十二集團軍（李默庵）之國民革命軍第八十八軍軍長。1945年任國民革命軍第三十四集團軍代副總司令。1946年起任湖南省軍管區司令兼保全司令，長沙綏靖公署參謀長。1948年9月晉升陸軍中將，任第十七兵團司令。1950年2月6日在廣西省平南縣受傷昏迷被俘。1972年3月3日於解放軍撫順戰犯管理所病逝，享年69歲。1994年妻子周鑄英在臺灣離世，其子劉逸閩透過海基會、海協會的協助於該年4月前往遼寧撫順領取劉嘉樹的骨灰回臺灣安葬。抵臺後，劉的骨灰與夫人周鑄英合葬在臺北市六張犁的劉氏墓園。
2024年8月29日，劉嘉樹與10位東山島戰役傘兵烈士的靈位入祀國民革命忠烈祠。